# Araneus venatrix
Araneus venatrix är en spindelart som först beskrevs av Carl Ludwig Koch 1838.  Araneus venatrix ingår i släktet Araneus och familjen hjulspindlar. Inga underarter finns listade i Catalogue of Life.